# Clément Ducol
Clément Ducol (23 novembre 1981) è un compositore francese.

## Biografia
Figlio del pianista Bruno Ducol, è il compagno della cantante Camille, con la quale ha due figli. Assieme a quest'ultima, ha composto la colonna sonora del musical Emilia Pérez (2024), ricevendo numerosi riconoscimenti a livello internazionale, tra cui l'Oscar alla miglior canzone originale per El mal.

## Filmografia parziale
- Peter von Kant, regia di François Ozon (2022)
- Linda e il pollo (Linda veut du poulet!), regia di Chiara Malta e Sébastien Laudenbach (2023)
- Emilia Pérez, regia di Jacques Audiard (2024)

## Riconoscimenti
- Premio Oscar
  - 2025 – Migliore canzone originale per El mal (Emilia Pérez)
  - 2025 – Candidatura alla migliore colonna sonora per Emilia Pérez
  - 2025 – Candidatura alla migliore canzone originale per Mi camino (Emilia Pérez)
- Golden Globe
  - 2025 – Migliore canzone originale per El mal (Emilia Pérez)
  - 2025 – Candidatura alla migliore colonna sonora per Emilia Pérez
  - 2025 – Candidatura alla migliore canzone originale per Mi camino (Emilia Pérez)
- Premio César
  - 2025 – Migliore musica da film per Emilia Pérez
- Premio Lumière
  - 2024 – Candidatura alla migliore musica per Linda e il pollo
  - 2025 – Migliore musica per Emilia Pérez